# Keith Runcorn
Stanley Keith Runcorn FRS (Southport (Inglaterra), 19 de novembro de 1922 — San Diego, 5 de dezembro de 1995) foi um físico britânico.

## Publications
- Physics and chemistry of the Earth (1956), edited by L.H. Ahrens, K. Rankama, S.K. Runcorn
- Methods and techniques in geophysics (1966) ed.
- Continental drift (1962), S.K. Runcorn.
- International dictionary of geophysics : seismology, geomagnetism, aeronomy, oceanography, geodesy, gravity, marine geophysics, meteorology, the earth as a planet and its evolution (1967), ed.
- Mantles of the earth and terrestrial planets (1967) NATO Advanced Study Institute, ed.
- Methods in palaeomagnetism: Proceedings of the NATO Advanced Study Institute on Palaeomagnetic Methods (1967), edited by D.W. Collinson, K.M. Creer, S.K. Runcorn
- Palaeogeophysics, (1970) NATO Advanced Study Institute, ed.
- Earth Sciences (1971), S.K. Runcorn
- Implications of continental drift to the earth sciences (1973) NATO Advanced Study Institute, D.H. Tarling and S.K. Runcorn
- Mechanisms of continental drift and plate tectonics (1980) edited by P. A. Davies and S. K. Runcorn
- Magnetism, planetary rotation, and convection in the solar system : retrospect and prospect : in honour of Prof. S.K. Runcorn (1985) edited by W. O'Reilly, S. K. Runcorn
- The Physics of the planets : their origin, evolution, and structure (1987) ed.